# Waking the Fallen
Waking the Fallen è il secondo album in studio del gruppo musicale statunitense Avenged Sevenfold, pubblicato il 26 agosto 2003 dalla Hopeless Records.
Acclamato dalla critica, l'album è stato inserito nella lista dei migliori 25 album metalcore della storia stilata da Loudwire nel 2020.

## Descrizione
Si tratta del primo album inciso dal gruppo insieme al bassista Johnny Christ, il quale ha completato la formazione principale del gruppo, rimasta intatta fino alla scomparsa del batterista The Rev avvenuta nel 2009.
La canzone Chapter Four, terza traccia dell'album, è stata inserita nelle colonne sonore dei videogiochi NHL 2004, Madden 2004 e NASCAR Thunder 2004.

### Riedizione
Nel mese di marzo 2014, il cantante M. Shadows ha annunciato che il gruppo è intenzionato a ripubblicare Waking the Fallen, in occasione del decimo anniversario dalla sua pubblicazione:
Nel mese di giugno dello stesso anno il gruppo ha rivelato la data di pubblicazione della riedizione, denominata Waking the Fallen - Resurrected, fissata al 26 agosto.

## Tracce
Testi e musiche di Avenged Sevenfold, eccetto dove indicato.
1. Waking the Fallen – 1:42 (Avenged Sevenfold, Scott Gilman)
2. Unholy Confessions – 4:43
3. Chapter Four – 5:42
4. Remenissions – 6:06
5. Desecrate Through Reverence – 5:38
6. Eternal Rest – 5:12
7. Second Heartbeat – 7:00
8. Radiant Eclipse – 6:09
9. I Won't See You Tonight Part 1 – 8:58
10. I Won't See You Tonight Part 2 – 4:44
11. Clairvoyant Disease – 4:59
12. And All Things Will End – 7:40

Contenuto bonus in Waking the Fallen - Resurrected
- Waking the Fallen Disc 2

1. Waking the Fallen: Resurrected – 2:50
2. Second Heartbeat (Alternate Version) – 6:19
3. Chapter Four (Demo) – 6:23
4. Remenissions (Demo) – 6:06
5. I Won't See You Tonight Part 1 (Demo) – 6:07
6. I Won't See You Tonight Part 2 (Demo) – 5:28
7. Intro/Chapter Four (Live in Ventura) – 7:10
8. Desecrate Through Reverence (Live in Pomona) – 5:44
9. Eternal Rest (Live in Pomona) – 5:16
10. Unholy Confessions (Live in Ventura) – 5:15
11. Second Heartbeat (Live in Ventura) – 7:07
12. I Won't See You Tonight Part 1 (Live in Ventura) – 8:38 – presente nella versione giapponese[9]
13. I Won't See You Tonight Part 2 (Live in Ventura) – 7:30 – presente nella versione giapponese[9]

- Waking the Fallen Resurrected DVD

1. Waking the Fallen: Resurrected Documentary
2. Chapter Four (Live Footage Video)
3. Unholy Confessions (Official Music Video)
4. Unholy Confessions (Original First Cut Music Video)

## Formazione
Gruppo
- M. Shadows – voce
- Synyster Gates – chitarra solista, pianoforte
- Zacky Vengeance – chitarra
- Johnny Christ – basso
- The Rev – batteria

Altri musicisti
- Scott Gilman – arrangiamenti orchestrali